# モンテマーレ・ディ・クーネオ
モンテマーレ・ディ・クーネオ（伊: Montemale di Cuneo）は、イタリア共和国ピエモンテ州クーネオ県にある、人口約200人の基礎自治体（コムーネ）。

## 地理

### 位置・広がり

#### 隣接コムーネ
隣接するコムーネは以下の通り。
- カラーリオ
- ドロネーロ
- モンテロッソ・グラーナ
- ヴァルグラーナ

#### 地震分類
イタリアの地震リスク階級 (it) では、3s に分類される
。

## 行政

### 分離集落
モンテマーレ・ディ・クーネオには、以下の分離集落（フラツィオーネ）がある。
- San Giorgio, Ricogno, Piatta Sottana, Piatta Soprana